# مصطفى بويعلي
مصطفى بويعلي هو معارض جزائري (1940 - 3 يناير 1987) كان أمير الحركة الإسلامية المسلحة الجزائرية التي دعت للعمل المسلح ضد الحكومة الجزائرية في فترة السبعينيات والثمانينيات، كانت متمركزة في ضواحي جنوب الجزائر العاصمة، من عام 1982 إلى عام 1987 حيث قتل هو مجموعته في كمين للجيش الجزائري.

## حياته
ولد بويعلي عام 1940، كان عضوا في جبهة التحرير الوطني في حرب الاستقلال الجزائرية، ليصبح قائدًا في الفترة (63-65). تم استبعاده لاحقا منها في 1967، تأثر بعبد الهادي دودي إمام مسجد العاشور، في جنوب الجزائر العاصمة وبدأ في الوعظ في نفس المسجد في عام 1980.
كان علي بلحاج من بين الملازمين له في المسجد
- قام بالهجوم على مدرسة الشرطة في الصومعة في 26 أوت 1985، وتمكنوا من الاستيلاء على 340 قطعة سلاح، وأكثر من 18 ألف قطعة ذخيرة، تم إلقاء القبض على أغلبية أفراد التنظيم من طرف قواة الأمن الجزائرية، فيما بقي مصطفى بويعلي في حالة فرار، إلى غاية يناير 1987 إذ نصبت قوات الأمن كمينا لبويعلي وخمسة من رفاقه قضي عليهم جميعا، وعلى رأسهم مصطفى بويعلي.[3]